# Meridian (film)
Meridian è un film del 2016 diretto da Curtis Clark.

## Produzione
Il film è un noir realizzato da Netflix in cui sono presenti scene con fumo di sigaretta, nebbia e altri elementi che rendono difficile la compressione video digitale. Tra gli attori figurano Kevin Kilner e Reid Scott.

## Distribuzione
Disponibile sul sito della Xiph.Org Foundation, è distribuito sotto licenza Creative Commons BY-NC-ND 4.0.